# Florian Schneider
Florian Schneider-Esleben (n. 7 aprilie 1947, Kattenhorn⁠(d), Höri GVV⁠(d), Baden-Württemberg, Germania – d. 21 aprilie 2020, Düsseldorf, Germania) a fost unul dintre membrii fondatori ai trupei de muzică electronică Kraftwerk. El a fondat Kraftwerk împreună cu Ralf Hutter în 1970. A părăsit grupul în 2008.
Inițial, instrumentul său de bază a fost flautul electronic. De asemenea, a cântat și la vioară (modificată de el însuși) și s-a implicat și în folosirea sintetizatoarelor.
Într-un interviu din 1991, Schneider a spus: „Am studiat serios până la un nivel sigur, apoi m-am plictisit. Voiam lucruri noi, am descoperit că flautul era prea limitat. Pe urmă am cumpărat un microfon, apoi boxe, apoi sintetizatoare. Așa că am renunțat de tot la flaut. A fost un fel de proces...”.
Inclinația lui Schneider pare să fie spre design-ul sunetului și vocea robotizată.
Este cunoscut ca fiind serios, foarte tăcut față de colegul său Ralf Hutter, aparent parcă nici nu-i plac turneele trupei. În interviuri (foarte rar adresate lui) răspundea scurt și sarcastic la întrebările ce îi erau adresate.
Schneider a locuit în Meerbusch-Buderich, lângă Düsseldorf, și are o fiică pe nume Lisa. Tatăl său este arhitectului Paul Schneider-Esleben iar mama sa este soția acestuia, Evamaria.
În noiembrie 2008, Florian a părăsit trupa Kraftwerk, deși niciun zvon nu era clar în privința asta. Pe data de 5 ianuarie 2009 site-ul oficial al fanilor Kraftwerk, Techno Pop, a confirmat oficial plecarea lui Schneider din trupă.